# Canal 3 (Rosario)
El Canal 3 de Rosario, estilizado como eltres TV, es un canal de televisión abierta argentino afiliado a El Trece que transmite desde la ciudad de Rosario, provincia de Santa Fe. El canal se llega a ver en el Gran Rosario y zonas aledañas. Es operado por el Grupo Televisión Litoral.

## Historia
El 23 de abril de 1964, mediante el Decreto 2938, el Poder Ejecutivo Nacional adjudicó a la empresa Televisión Litoral S.A. una licencia para explotar la frecuencia del Canal 3 de la ciudad de Rosario, provincia de Santa Fe. La sociedad estaba conformada por 27 socios, entre los que se destacaban, Alberto Gollán, Ernesto Juan Daumas, José Juan Bertagni y Rodolfo Pedro Dianda.
La licencia inició sus transmisiones regulares el 20 de junio de 1965 como LT 83 TV Canal 3 de Rosario.
El 20 de junio de 1966, la demanda de mayor espacio para la producción de programas, llevó a la mudanza de las instalaciones al Instituto Tráfico (actual Teatro Mateo Booz).
En 1973, se inauguraron las nuevas instalaciones del canal en el oeste rosarino.
En 1978, la Copa Mundial de Fútbol de 1978 (organizada en Argentina) fue transmitida en televisión abierta realizando las emisiones correspondientes de la subsede rosarina.
El 20 de junio de 1980, Canal 3 comenzó a emitir programas en color.
El 27 de enero de 1983, mediante el Decreto 194, el Poder Ejecutivo Nacional renovó la licencia conferida del Canal 3.
En 1994, se inaugura el Centro de Comunicaciones en las actuales instalaciones de Televisión Litoral.

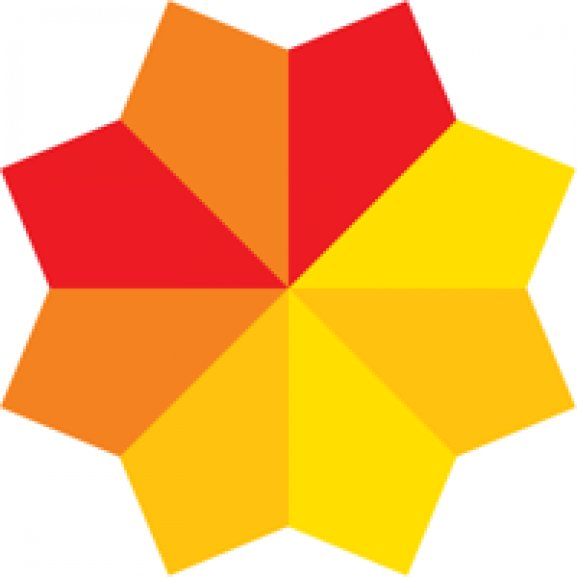
Logo utilizado por Canal 3 entre 1997 y 2008.

En febrero de 1999, mediante la Resolución 3457, la Secretaría de Comunicaciones autorizó a Canal 3 a realizar pruebas en la Televisión Digital Terrestre bajo la normativa ATSC (normativa que fue dispuesta mediante la Resolución 2357 de 1998). Para ello se le asignó el Canal 13 en la banda de VHF.
El 18 de octubre de 2000, el Comité Federal de Radiodifusión, mediante la Resolución 1162 autorizó a Televisión Litoral (titular de Canal 3) a instalar repetidoras en Colón, Frontera, San Pedro, Sastre y Tortugas asignándole a cada repetidora los canales 26, 25, 47, 44 y 46 respectivamente; sin embargo, el 10 de mayo de 2004 (a través de la Resolución 594), trasladó la repetidora de Tortugas (canal 46) a la localidad de Marcos Juárez.
El 25 de marzo de 2004, mediante la Resolución 357, también autorizó a instalar una repetidora en Rafaela asignándole el canal 57 en la banda de UHF.
En 2007, una tormenta provocó la destrucción de la antena del canal (así como la del Canal 5), dejando a los rosarinos sin televisión abierta. Al día siguiente, el canal estaba de vuelta en el aire pero transmitiendo con una «señal pobre», mientras que a los 20 días estaba operando con el 50% de la potencia autorizada.

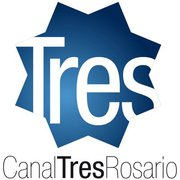
Logo utilizado por Canal 3 entre 2008 y 2018

El 8 de septiembre de 2008, Canal 3 relanzó una nueva imagen corporativa, siendo su penúltima renovación estética.
En 2009, los canales 3 y 5 inauguraron una nueva antena, permitiendo a los dos canales mejorar el área de transmisión antes de la tormenta. Desde 2010, la TV Pública utiliza la antena transmisora para la repetidora que tiene el canal en la ciudad.
A partir de mayo de 2010, para cumplir con los requisitos legales de la AFSCA, Canal 3 aumentó la producción de programas locales, propios y de productoras independientes. Además, se lanzó el noticiero matutino De 7 a 9 luego reemplazado por Antes de salir.
La Autoridad Federal de Servicios de Comunicación Audiovisual, mediante las resoluciones 519 del 27 de diciembre de 2010 y 1035 del 30 de agosto de 2011, autorizó al Canal 3 a realizar pruebas en la Televisión digital terrestre en Argentina bajo el estándar ISDB-T (adoptado en Argentina mediante el Decreto 1148 de 2009). Para ello se le asignó el Canal 32 en la banda de UHF.
En abril de 2011, con la Ley de medios ya reglamentada, el canal introdujo variaciones en su grilla de programación y en la estructura de los noticieros. Sin embargo, el 22 de mayo cubrió las alternativas de las elecciones primarias, abiertas y simultáneas para candidato a gobernador, realizadas en esta provincia. El segmento informativo fue denominado Decisión 2011 (nombre tomado de El Trece y Todo Noticias), no contó con columnistas especializados en política y tuvo una precaria cobertura desde el aspecto técnico y periodístico. El 24 de julio se transmitió el mismo segmento informativo. Nuevamente, el espacio no tuvo analistas políticos, pero sí una precaria cobertura periodística con numerosos inconvenientes técnicos. El 16 de septiembre durante la emisión de Telenoche, estrenó un equipo móvil de grabación digital, transmitiendo desde un casino. Tuvo varios inconvenientes con el audio. El 28 de septiembre se hizo un relanzamiento institucional del canal. El nuevo nombre comercial de "Canal Tres" pasó a ser "El Tres" y se estrenaron nuevas gráficas en forma desordenada, ya que se siguieron utilizando gráficas anteriores.
El 27 de mayo de 2012, Canal 3 comenzó a emitir programación en HD.
El 20 de marzo de 2015 y luego del fallecimiento de Gollán se produjo la venta de Televisión Litoral a un conjunto de firmas rosarinas con relación con la Fundación Libertad por el 55% de las acciones de dicha empresa. Asimismo, está dividido el empresario del grupo y un 45% que se divide entre Ana Cecilia Gollán (19,84%); Carlos Ernesto Daumas (12,88%); Ángel Cardoso (3,24%), Claudio y Desireé Katester (cada uno con el 2,7%); Francisco Tonazzi (0,71%); Mario Alberto Cansino; Jorge Washington Lagos y Carlos Stein Cousier (cada uno con el 0,28%); Luis Manuel Cansino (0,16%); Alberto España (0,12%); Sady Trabucchi (0,12%); Rodriguez Goyanes A. (0,11%).
El 31 de marzo de 2015, la Autoridad Federal de Servicios de Comunicación Audiovisual, mediante la Resolución 236, le asignó a Canal 3 el Canal 32.1 para emitir de forma regular (en formato HD) en la Televisión Digital Terrestre.
El 28 de abril de 2015, Gustavo Scaglione y Josefina Daminato, miembros de una familia tradicional en el rubro financiero y turístico de Rosario, adquirieron el 55 % del paquete accionario de Televisión Litoral S.A., la sociedad controlante de Canal 3 y otros medios del grupo (Radio Dos, FM Vida, FM Frecuencia Plus y Rosario3.com). La transacción, gestionada por el periodista y contador Marcelo Fernández y pendiente de aprobación por la AFSCA, consolidó el traspaso del control del multimedio a estos dos empresarios locales.
El 7 de junio de 2016 coincidiendo con el día del periodista, el canal presentó su primer estudio móvil, establecido en una camioneta con la promesa de recorrer y llevar sus contenidos a todo el territorio santafesino.
El 2 de septiembre de 2018, Canal 3 estrenó nueva imagen corporativa con gráficas renovadas.
Desde el 17 de agosto de 2020, se encuentra disponible en DirecTV, en la señal 134.

## Programación
Actualmente parte de la programación del canal consiste en retransmitir parte de los contenidos del Canal 13 de Buenos Aires (cabecera de la cadena Artear/El Trece).
La señal también posee programación local, entre los que se destacan los noticieros locales (Antes de salir, Cada día, De 12 a 14 y Telenoche Rosario), El club del 3 (interés general), Sólo campo (programa agropecuario), Televida con salud (programa de entrevistas de salud), Cada domingo (entretenimientos), Zapping sports (programa deportivo) y Mesa política (programa político).

## Noticieros
El canal posee un servicio informativo del canal con principal enfoque en las noticias locales, nacionales e internacionales. Actualmente posee cuatro noticieros que se emiten de lunes a viernes: Antes de salir a las 7:00, Cada día a las 9:00, De 12 a 14 a las 12:00 y Telenoche Rosario a las 20:00.

## Repetidoras
Canal 3 cuenta con 3 repetidoras en el sur de la Provincia de Santa Fe y 1 en el norte de la Provincia de Buenos Aires; sin embargo, estas actualmente se encuentran fuera de servicio.
| 61 | El Trébol     |
| 2  | Rufino        |
| 9  | Venado Tuerto |

| 12 | Pergamino |